# TWICE優雅的私生活
《TWICE優雅的私生活》（韓語：트와이스의 우아한 사생활）是以韓國JYP娛樂公司旗下的女子團體TWICE為主角所拍攝的真人實境秀綜藝節目。將團員們的真實日常生活毫不保留地完整公開。2016年3月1日於韓國Mnet頻道首播。
2016年3月8日起，日本網路數位平台Mnet Smart同步播出。5月8日起於日本Mnet Japan頻道播出。

## 播出時間
以下時間以當地時間（韓國時間）為準

### 首播
| 頻道             | 所在地 | 播映日期                    | 播出時間            |
| ---------------- | ------ | --------------------------- | ------------------- |
| Mnet             |        | 2016年3月1日－2016年4月19日 | 每周二 23:00－24:00 |
| Mnet Smart(網路) | 日本   | 2016年3月8日－2016年        | 每周二 23:00－24:00 |
| Mnet Japan       | 日本   | 2016年5月8日－2016年        | 每周日 19:00－20:00 |

## 概要
《TWICE優雅的私生活》是以團體TWICE為主角，團體九名成員宛如近在眼前般栩栩如生的實境節目。為了更加貼近少女們的日常生活，動員各種異想天開的方法，使節目更添趣味性。從TWICE成員們的開朗能量、藝術家的可能性到平凡的日常為止，所有之前在電視上看不到的多樣面貌，都能在這個節目中一探究竟。

## 節目內容
| 節目集數 | 播放日期      | 標題               | 副標題             |
| 第一集   | 2016年3月1日  | 不做作地(털털하게) | 內部者們(내부자들) |
| 第二集   | 2016年3月8日  | 隱秘地(은밀하게)   |                    |
| 第三集   | 2016年3月15日 | 自由(프리하게)     |                    |
| 第四集   | 2016年3月22日 |                    |                    |
| 第五集   | 2016年3月29日 | 模仿               |                    |
| 第六集   | 2016年4月5日  | 療癒旅行           |                    |
| 第七集   | 2016年4月12日 | 假想男友           |                    |
| 第八集   | 2016年4月19日 | Twice in Japan     | 最終回             |

## 外部連結
- Mnet官方網頁